# معاملة المثليين في غيرنزي
تطورت حقوق المثليات والمثليين ومزدوجي الميول الجنسية والمتحولين جنسياً (اختصاراً: LGBT) في تابعة التاج البريطاني غيرنزي وتحسنت بصورة ملحوظة في العقود الماضية. النشاط الجنسي المثلي بين الرجال وبين النساء قانوني في غيرنسي. أصبح زواج المثليين قانونيًا منذ 2 أيار 2017 في غيرنسي، ومنذ 14 يونيو 2018 في تابعتها آلدرني. إلا أن زواج المثليين غير قانوني في تابعتها الأخرى، سارك. غيرنزي هي الجزء الوحيد من الجزر البريطانية التي لم تقم أبداً بسن تشريع للشراكة المدنية، على الرغم من أنه قد تم الاعتراف بالشراكات المدنية التي تم تنفيذها في المملكة المتحدة لأغراض التوريث. منذ أبريل 2017، تم تقنين تبني المثليين للأطفال في كامل غيرنزي وآلدرني وسارك. تم حظر التمييز القائم على التوجه الجنسي والهوية الجندرية منذ عام 2004. يمكن أن يغير المتحولون جنسياً جنسهم القانوني منذ عام 2007.

## قانونية النشاط الجنسي المثلي
قبل عام 1983، كان النشاط الجنسي المثلي غير قانوني. بعد إلغاء التجريم، تم تحديد السن القانونية على 21 عاما (تمشيا مع المملكة المتحدة في ذلك الوقت). في عام 2000، تم خفض السن القانونية للنشاط الجنسي المثلي بين الذكور إلى 18 عامًا. في عام 2010، دعم مجلس غيرنزي، من حيث المبدأ، مقترحًا لتحقيق المساواة في سن القانونية للنشاط الجنسي على 16 عاما. تمت الموافقة على قانون لهذا الغرض في عام 2011 ودخل حيز التنفيذ في 5 تشرين الثاني 2012. ومع ذلك، لا تزال غيرنزي تحتفظ ببعض الجرائم الجنسية المحددة المتعلقة بالنشاط الجنسي المثلي بين الذكور في القانون الجنائي، بما في ذلك فرض حظر على النشاط الجنسي المثلي الذي لايتم في مكان خاص.

## الاعتراف القانوني بالعلاقات المثلية

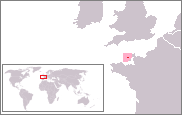
الموقع غيرنزي

اعترفت غيرنزي بالشراكات المدنية التي يتم تنفيذها في المملكة المتحدة والعلاقات الأخرى التي يعاملها قانون المملكة المتحدة لأغراض التوريث في الميراث والأمور الأخرى التي تحترم المصالح في الممتلكات منذ 2 أبريل 2012. تم رفض اقتراح بإلغاء الزواج لصالح الاتحاد المدني (لكلا من الشركاء المثليين والشركاء المغايرين) من قبل المجلس والموافقة على المضي في اقتراح لتشريع زواج المثليين في ديسمبر/كانون الأول عام 2015.
في ديسمبر 2015، وافق مجلس غيرنزي على اقتراح لتشريع زواج المثليين في تصويت 37 صوتا لصالحه مقابل 7 أصوات ضده (37-7). تمت صياغة مشروع قانون يشرع زواج المثليين وتمت المصادقة عليه رسميًا من قبل المجلس في 21 سبتمبر 2016. وقد حصل على الموافقة الملكية في وقت لاحق من ذلك العام ودخل حيز التنفيذ في 2 مايو 2017.
لا ينطبق القانون على آلدرني وسارك. كانت آلدرني تعترف من قبل بزواج المثليين من الخارج لأغراض معينة (مثل الميراث). في 18 أكتوبر 2017، صوتت مجلس آلديرني بالإجماع في لصالح زواج المثليين في تصويت 9 أصوات لصالحه مقابل عدم تصويت أي عضو ضده (9-0). حصل القانون على الموافقة الملكية 13 ديسمبر 2017، ودخل حيز التنفيذ في 14 يونيو 2018.
لايتم الاعتراف قانونيا بالعلاقات المثلية في سارك.

## الحماية من التمييز
تم حظر التمييز القائم على التوجه الجنسي والهوية الجندرية («إعادة تحديد الجنس») منذ عام 2004.

## التبني وتنظيم الأسرة
يمكن للزوجات والشريكات المثليات من النساء الوصول إلى تقنيات التلقيح بالمساعدة والتلقيح الاصطناعي منذ عام 2009.
في مايو 2015، أعلن رئيس وزراء غيرنسي أنه ستتم مراجعة «قانون التبني 1960» الذي يمنع الشركاء غير المتزوجين من التبني بشكل مشترك في 24 يونيو 2015. وكان رئيس الوزراء يأمل في توسيع نطاق حقوق التبني الكاملة للشركاء في شراكات مدنية من الخارج والشركاء غير المتزوجين الذين عاشوا معا لبعض الوقت. في 24 يونيو 2015، وافق مجلس غيرنزي لإحداث تغييرات في قانون التبني في تصويت 38 صوتا لصالحه مقابل صوتين ضده (38-2).
منذ أبريل 2017، يمكن للشركاء والأزواج المثليين التبني المشترك في غيرنزي. يتضمن «قانون إدارة السكان (غيرنزي) 2016»، والذي دخل حيز التنفيذ في 3 أبريل/نيسان، أحكاماً تسمح للأزواج المثليين المتزوجين أو الذين هم في شراكة مدنية أو في «علاقة متوطنة على غرار الزواج أو الشراكة المدنية» بالتبني المشترك. ينطبق القانون فقط على جزيرة غيرنسي. ومع ذلك، يتم التعامل مع طلبات التبني من آلدرني وسارك في محاكم غيرنزي، ولذلك يعتبر تبني المثليين للأطفال قانونيا في جميع أنحاء غيرنزي بالكامل، والتي تشتمل على كل غيرنزي وآلدرني وسارك.

## الهوية الجندرية والتعبير عنها
منذ عام 2007، يمكن للأشخاص المتحولين جنسياً تغيير جنسهم القانوني في شهادات ميلادهم. ولكن، يسمح قانون جيرنزي فقط بإصدار شهادة ميلاد جديدة، ولا يقوم بتعديل أو إزالة السجلات من شهادات الميلاد الموجودة.

## التبرع بالدم
منذ عام 2011، سمح للرجال المثليين ومزدوجي التوجه الجنسي بالتبرع بالدم، بشرط ألا يكونوا قد مارسوا الجنس لفترة تأجيلية بعام واحد.

## منظمات المثليين المحلية
«ليبيرايت» (بالإنجليزية: Liberate)‏ هي المنظمة الوحيدة في جزر القنال التي تمثل مجتمع المثليين المحلي. تأسست في فبراير 2014 بهدف «تضمين وإعلام ودعم مجتمع المثليين المحلي»، بالإضافة إلى إصلاح القوانين التمييزية في الإقليم.

## ملخص
| قانونية النشاط الجنسي المثلي                                                                 | (منذ عام 1984)                                                              |
| المساواة في السن القانوني للنشاط الجنسي                                                      | (منذ عام 2012)                                                              |
| قوانين مكافحة التمييز في التوظيف                                                             | (منذ عام 2004)                                                              |
| قوانين مكافحة التمييز في توفير السلع والخدمات                                                | (منذ يوليو 2004)                                                            |
| قوانين مكافحة التمييز في جميع المجالات الأخرى (تتضمن التمييز غير المباشر، خطاب الكراهية)     | (منذ يوليو 2004)                                                            |
| قوانين مكافحة التمييز تشمل الهوية الجندرية                                                   | (منذ عام 2004)                                                              |
| زواج المثليين                                                                                | / (في غيرنزي منذ عام 2017، في آلدرني منذ عام 2018، لايتم تطبيق ذلك في سارك) |
| الاعتراف القانوني بالعلاقات المثلية                                                          | / (في غيرنزي منذ عام 2012، في آلدرني منذ عام 2016)                          |
| تبني أحد الشريكين للطفل البيولوجي للشريك الآخر                                               | (منذ عام 2017)                                                              |
| التبني المشترك للأزواج المثليين                                                              | (منذ عام 2017)                                                              |
| يسمح للمثليين والمثليات ومزدوجي التوجه الجنسي والمتحولين جنسيا الخدمة علناً في القوات المسلحة | (تحت مسؤولية القوات المسلحة البريطانية)                                     |
| الحق بتغيير الجنس القانوني                                                                   | (منذ عام 2007)                                                              |
| علاج التحويل محظور على القاصرين                                                              | No                                                                          |
| الحصول على أطفال أنابيب للمثليات                                                             | (منذ عام 2009)                                                              |
| تأجير الأرحام التجاري للأزواج المثليين من الذكور                                             | (محظور لجميع الأزواج بغض النظر عن التوجه الجنسي)                            |
| السماح للرجال الذين مارسوا الجنس الشرجي بالتبرع بالدم                                        | / (بعد فترة تأجيلية لمدة عام واحد من عدم ممارسة الجنس)                      |